# Usmate Velate
Usmate Velate est une commune italienne de la province de Monza et de la Brianza, dans la région Lombardie.

## Économie
- Lampre

## Administration
| Période                                  | Période | Identité | Étiquette | Qualité |
| ---------------------------------------- | ------- | -------- | --------- | ------- |
|                                          |         |          |           |         |
| Les données manquantes sont à compléter. |         |          |           |         |

### Hameaux
Corrada, San Carlo, Imparì, Mongorio, Bettolino, Dosso.

### Communes limitrophes
Casatenovo, Lomagna, Camparada, Carnate, Arcore, Vimercate.